# Сосновий Бор (Подольський міський округ)
Сосно́вий Бор (рос. Сосновый Бор) — селище у складі Подольського міського округу Московської області, Росія.
До 2009 року селище називалось Лісмпромхоза.

## Населення
Населення — 71 особа (2010; 92 у 2002).
Національний склад (станом на 2002 рік):
- росіяни — 95 %